# خمیر

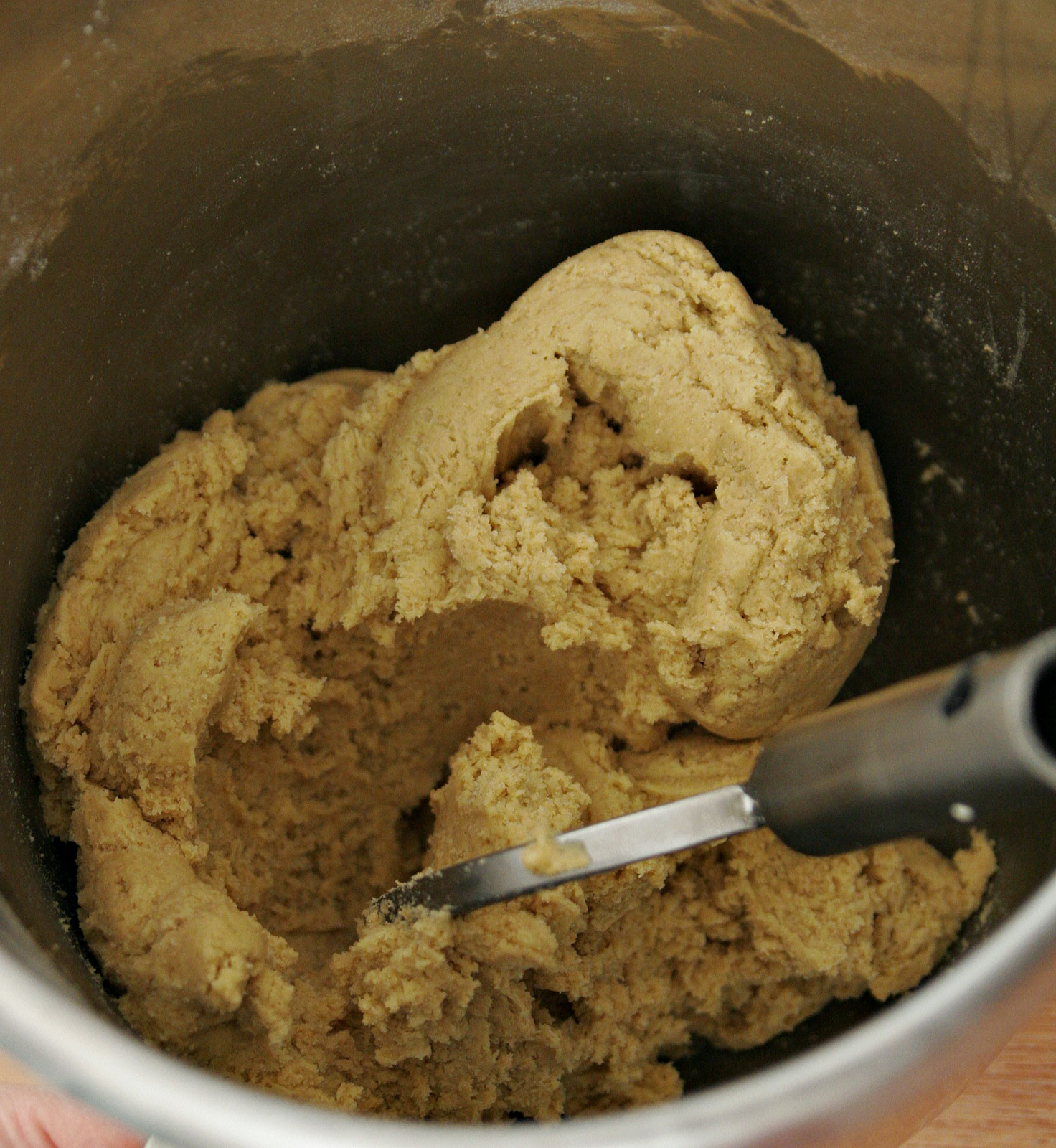
خمیر

خمیر ترکیب آرد و آب است، که از آن برای تهیهٔ نان و شیرینی استفاده می‌شود. معمولاً در هنگام تهیه خمیر به آن خمیرمایه اضافه می‌شود؛ خمیرمایه در واقع خمیری ترش حاوی مخمر است که باعث ورم کردن خمیر می‌شود که به نوبهٔ خود باعث بهتر شدن نان می‌شود. به خمیری که بدون استفاده از خمیرمایه تهیه شده باشد، فطیر می‌گویند.
واژهٔ خمیر برای توصیف کردن سایر موادی که قوامی شبیه به خمیر داشته باشند هم به کار می‌رود. به عنوان نمونه می‌توان به خمیر دندان اشاره کرد که ترکیبی شیمیایی است که قوام خمیری دارد. در متون قدیمی فارسی نیز از خمیر به این معنا استفاده شده. ناصرخسرو در بیتی از صفت «خمیر» برای توصیف آهن گداخته که نرم می‌شود استفاده می‌کند:
| یکی سرو بودی چو آهن قوی |  | ترا سرو چنبر شد آهن خمیر |

در فرهنگ‌نامه فارسی عمید نیز خمیر اینگونه آمده‌است: آرد گندم یا جو که با آب آمیخته و خمیر مایه به آن زده باشند برای نان پختن؛ و هر چیز مانند آرد که با آب مخلوط کرده باشند و آبکی نباشد.

## انواع خمیرهای کیک و شیرینی
خمیرهای کیک و شیرینی به طورکلی به ۸ گروه اصلی تقسیم می‌شوند:
| نام                                                                                                | توضیح | تصویر |
| -------------------------------------------------------------------------------------------------- | --- | ----- |
| کیک اسفنجی بر دو نوع تقسیم می‌شود.                                                                  | نوع نخست کیک جنوایی یا کیک اسفنجی سفیده و زرده باهم است، نمونه شرت‌کیک |       |
| کیک اسفنجی بر دو نوع تقسیم می‌شود.                                                                  | نوع دیگر کیک اسفنجی بنام کیک اسفنجی بیسکویتی یا کیک اسفنجی سفیده و زرده جداست، نمونه کیک شارلوت |       |
| کیک شیفون                                                                                          | نوعی کیک بسیار سبک است که مواد آن را آرد، شکر، تخم‌مرغ، روغن گیاهی، بیکینگ پودر و طعم‌دهنده‌ها تشکیل می‌دهد. |       |
| کیک کره‌ای، بر دو نوع تقسیم می‌شود.                                                                  | نوع نخست شکری کره‌ای است در روش شکری کره‌ای ابتدا کره و شکر با یکدیگر مخلوط شده و بهم زده می‌شوند. این روش خود به دو بخش بکار بردن تخم مرغ کامل و بکار بردن تخم مرغ به صورت سفیده و زده جدا تقسیم می‌شود. نمونه کیک گوگلوپف                                                                   |       |
| کیک کره‌ای، بر دو نوع تقسیم می‌شود.                                                                  | نوع دیگر آن روش شکری آردی، در این روش کره و آرد در ابتدا با یکدیگر مخلوط شده و بهم زده می‌شوند. کیک حلقه‌ای طرح‌دار |       |
| خمیر تارت بر دو نوع تقسیم می‌شود.                                                                   | نوع نخست خمیر بریزه یا خمیر غیرشیرین تارت است. به‌طور معمول در کیش (تارت) یا غذاهای با طعم نمک به عنوان خمیر پای به کار می‌رود، نمونه تارت کیش |       |
| خمیر تارت بر دو نوع تقسیم می‌شود.                                                                   | نوع دوم خمیر شیرین تارت یا خمیر سابله است، نمونه تارت انجیر |       |
| خمیر بیسکویت، به سه نوع تقسیم می‌شود.                                                               | نوع نخست خمیری که در قیف قنادی ریخته می‌شود. |       |
| خمیر بیسکویت، به سه نوع تقسیم می‌شود.                                                               | نوع دوم خمیر بیسکویتی است که با قالب زده می‌شود. |       |
| خمیر بیسکویت، به سه نوع تقسیم می‌شود.                                                               | نوع سوم خمیر بیسکویت یخچالی (icebox cookies آیس باکس کوکیز) خمیر بیسکویتی است که ابتدا در یخچال مدتی سرد شده و سپس با کارد بریده می‌شود. نمونه گالت برتون |       |
| خمیر پای یا خمیر هزارلا، نوع دستی و غیر کارخانه‌ای این خمیر بر اساس روش تهیه به سه نوع تقسیم می‌شود. | روش اصلی: «خمیر پای فرانسوی» در این روش کره در داخل خمیرآب قرار می‌گیرد. |       |
| خمیر پای یا خمیر هزارلا، نوع دستی و غیر کارخانه‌ای این خمیر بر اساس روش تهیه به سه نوع تقسیم می‌شود. | روش برعکس یا (به فرانسوی:enversé): در این روش برعکس روش اصلی خمیرآب در داخل لایه‌ای از کره قرار می‌گیرد. بدین ترتیب لایهٔ خارجی در این روش کره است. نمونه شیرینی ناپلئونی |       |
| خمیر پای یا خمیر هزارلا، نوع دستی و غیر کارخانه‌ای این خمیر بر اساس روش تهیه به سه نوع تقسیم می‌شود. | خمیر هزارلای سریع (به فرانسوی:Pâte feuilletée rapide): در این روش کره به شکل یک لایه در داخل خمیرآب قرار نمی‌گیرد بلکه از همان ابتدا با آرد و دیگر مواد مخلوط می‌شود. خمیر در این روش نسبت به دیگر روش‌ها سریع‌تر آماده می‌شود. پایی که از این نوع خمیر درست می‌شود، پای آمریکایی خوانده می‌شود. |       |
| خمیر پفی                                                                                           | نمونه نان خامه‌ای |       |
| مرنگ                                                                                               | نمونه ماکارون |       |